# Хожиков, Иса Ибрагимович
Иса Ибрагимович Хожиков (27 августа 1966) — советский и российский тренер по вольной борьбе, Заслуженный тренер России (18.03.1995)

## Биография
По национальности — чеченец. Заслуженный тренер России. Тренерской карьерой занимается с 1985 года, работает в школе им. братьев Сайтиевых в Хасавюрте. Является одним из первых тренеров Адама Сайтиева.

## Известные воспитанники
- Сайтиев, Адам Хамидович — Олимпийский чемпион;
- Ботаев, Заур Амалудинович — чемпион Европы[4];
- Батаев, Эльдар Исрапилович — призёр чемпионата России;
- Булатов, Азамат Ахмедович — призёр чемпионата России;